# Салат прутяний
Салат прутяний (Lactuca viminea) — вид рослин з родини айстрових (Asteraceae), поширений у Північній Африці, Європі крім півночі, західній Азії.

## Опис

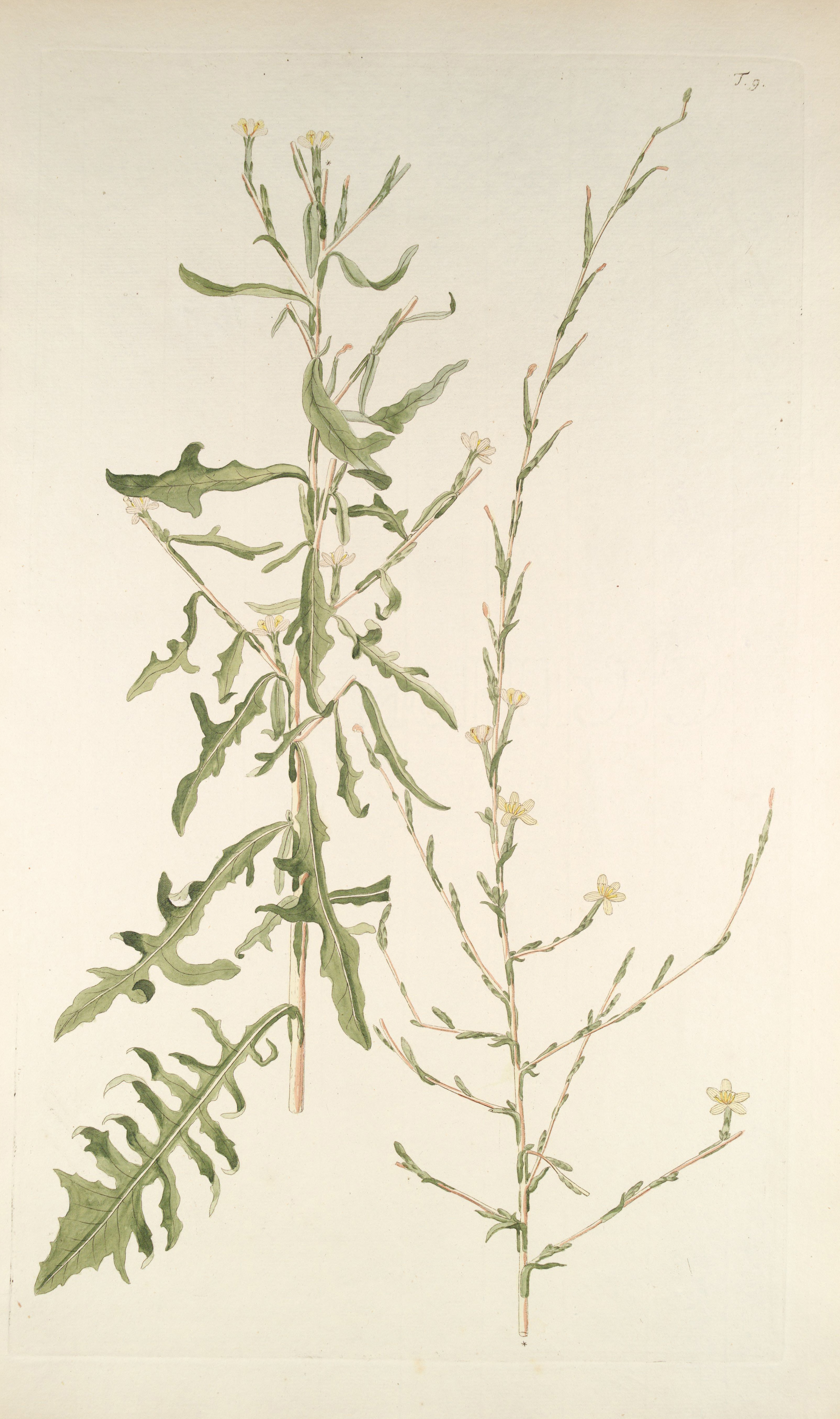
ілюстрація

Найчастіше дворічна, рідко недовговічна багаторічнагола трава з веретеноподібним дерев'яним коренем. Стебла виростають від однієї до декількох наземних розеток, 30–60(100) см завдовжки, жорсткі, від білястого до світло-коричневого кольору, прямі. Листки жорсткі, від темно-зелених до сіро-зелених, земляні й нижні стеблові листки до 20 см завдовжки, черешкові, з перисто-пірчастими сегментами, сегменти лінійно-ланцетні, часто зубчасті. Верхні стеблові листки менші, компактні, цілі. Плід - горіх з дзьобом.

## Поширення
Поширений у Північній Африці, Європі крім півночі, західній Азії.